# Malesherbia lanceolata
Malesherbia lanceolata är en passionsblomsväxtart som beskrevs av Mario Héctor Ricardi Salinas. Malesherbia lanceolata ingår i släktet Malesherbia och familjen passionsblomsväxter. Inga underarter finns listade i Catalogue of Life.